# Kapten Grogg och Kalle på negerbal
Kapten Grogg och Kalle på negerbal, även Kapten Grogg och Kalle på niggerbal, är en svensk animerad komedifilm från 1917 i regi av Victor Bergdahl. Filmen var den tredje i en serie filmer om Kapten Grogg.

## Om filmen
Filmen premiärvisades den 6 februari 1917 på biograf Cosmorama i Göteborg som utfyllnadsfilm till Kvinnan och hennes överman. Filmen mottogs väl av kritikerna.

## Handling
Kapten Grogg bor i Afrika och hovmarskalken kommer med en inbjudan till bal från infödingskungen Maduro. Grogg anländer till balen med sin kompanjon Kalle och dansen börjar. Kalle omhuldas av den vecka flickan Clara, varpå hennes före detta fästman lägger sig i och slagsmål utbryter. Kalle vinner och får sin Clara.